# Katsuki Sakagami
Katsuki Sakagami (jap. 坂上嘉津季 Sakagami Katsuki; ur. 7 listopada 1992) – japońska zapaśniczka walcząca w stylu wolnym. Dziewiąta na mistrzostwach świata w 2014. Brązowa medalistka igrzysk azjatyckich w 2018 i mistrzostw Azji w 2017. Pierwsza w Pucharze Świata w 2014 i 2018 roku.
Absolwentka Shigakkan University w Ōbu.